# Georges Bereta
Georges Bereta (Saint-Étienne, 1946. május 15. – 2023. július 4.) lengyel származású válogatott francia labdarúgó, csatár. Az év francia labdarúgója (1973, 1974).

## Pályafutása

### Klubcsapatban
1966 és 1974 között a Saint Étienne, 1975 és 1978 között az Olympique Marseille labdarúgója volt. Összesen hat francia bajnoki címet és öt kupagyőzelmet ért el. 1973-ban és 1974-ben az év francia labdarúgójának választották meg.

### A válogatottban
1967 és 1975 között 44 alkalommal szerepelt a francia válogatottban és négy gólt szerzett.

## Sikerei, díjai
- az év francia labdarúgója (1973, 1974)

 Saint Étienne
- Francia bajnokság (Ligue 1)
  - bajnok (6): 1966–67, 1967–68, 1968–69, 1969–70, 1973–74, 1974–75
- Francia kupa (Coupe de France)
  - győztes (4): 1968, 1970, 1974, 1975

 Olympique Marseille
- Francia kupa (Coupe de France)
  - győztes: 1976